# Poul Andersen (fodboldspiller, født 1953)
 For alternative betydninger, se Poul Andersen. (Se også artikler, som begynder med Poul Andersen)
Poul Andersen (født 28. november 1953) er en dansk fodboldspiller, der spillede som forsvarsspiller for Odense Boldklub.  Han spillede tre kampe for det danske landshold fra 1978 til 1980. 